# 新屋山神社
新屋山神社（あらややまじんじゃ）は、山梨県富士吉田市新屋（あらや）にある神社。地名を冠さずに単に山神社（やまじんじゃ）とも称される。
旧社格は県社。天文3年（1534年）の創建。
地元で「ヤマノカミサマ」と呼ばれて親しまれており、昔から山の神、産業の神として信仰されてきた。富士山2合目に奥宮がある。

## 祭神
- 主祭神大山祗命。他に天照皇大神、木花咲耶姫命

## 本宮
昭和9年（1934年）本殿を再建し、末社、浅間社、大神社を合祀。昭和48年（1973年）に拝殿を造営。本宮の周囲には、末社、稲荷社、小御岳社が位置する。
夫婦木、御神石（お伺い石)がある。御神石は、神様に願いが叶うか否かお伺いをたてる石で、持ち上げて軽く感じるようだと願いが叶うといわれている。

## 奥社
富士山2合目へだの辻（標高約1,700m）に鎮座する。
環状列石がある。神社に行く林道は、降雪のある冬季は通行止めとなる。

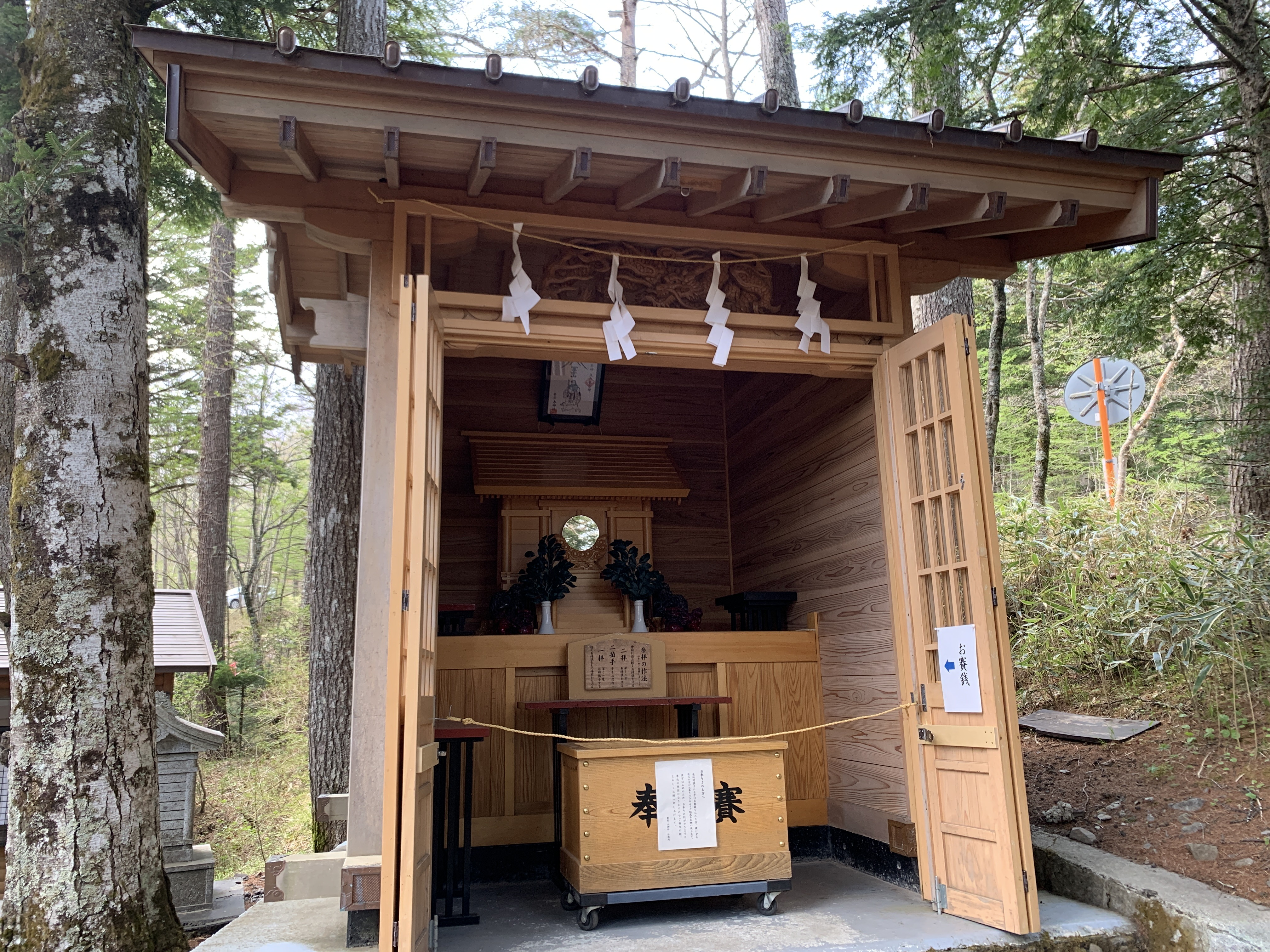
奥宮社殿
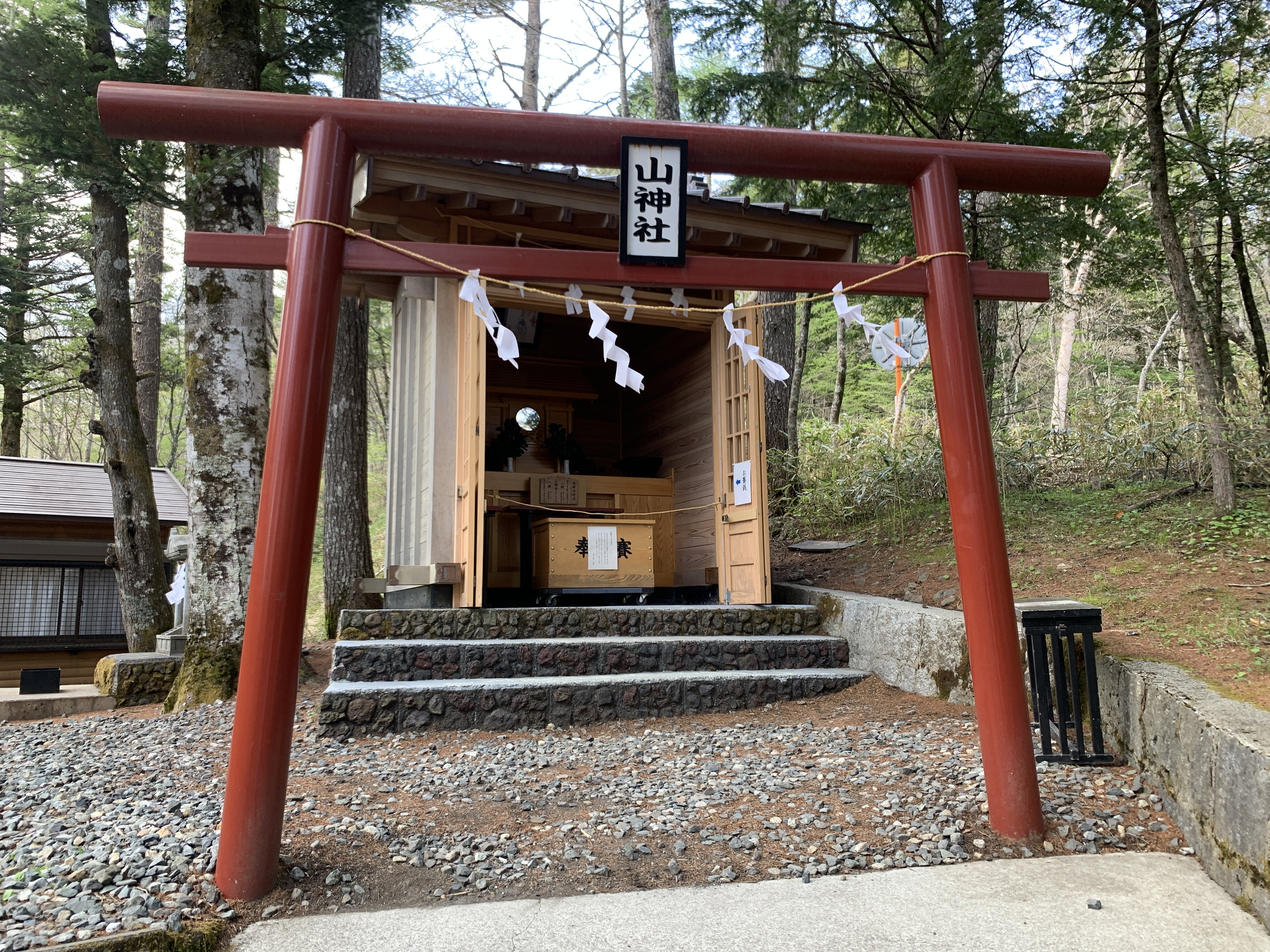
奥宮社殿と鳥居
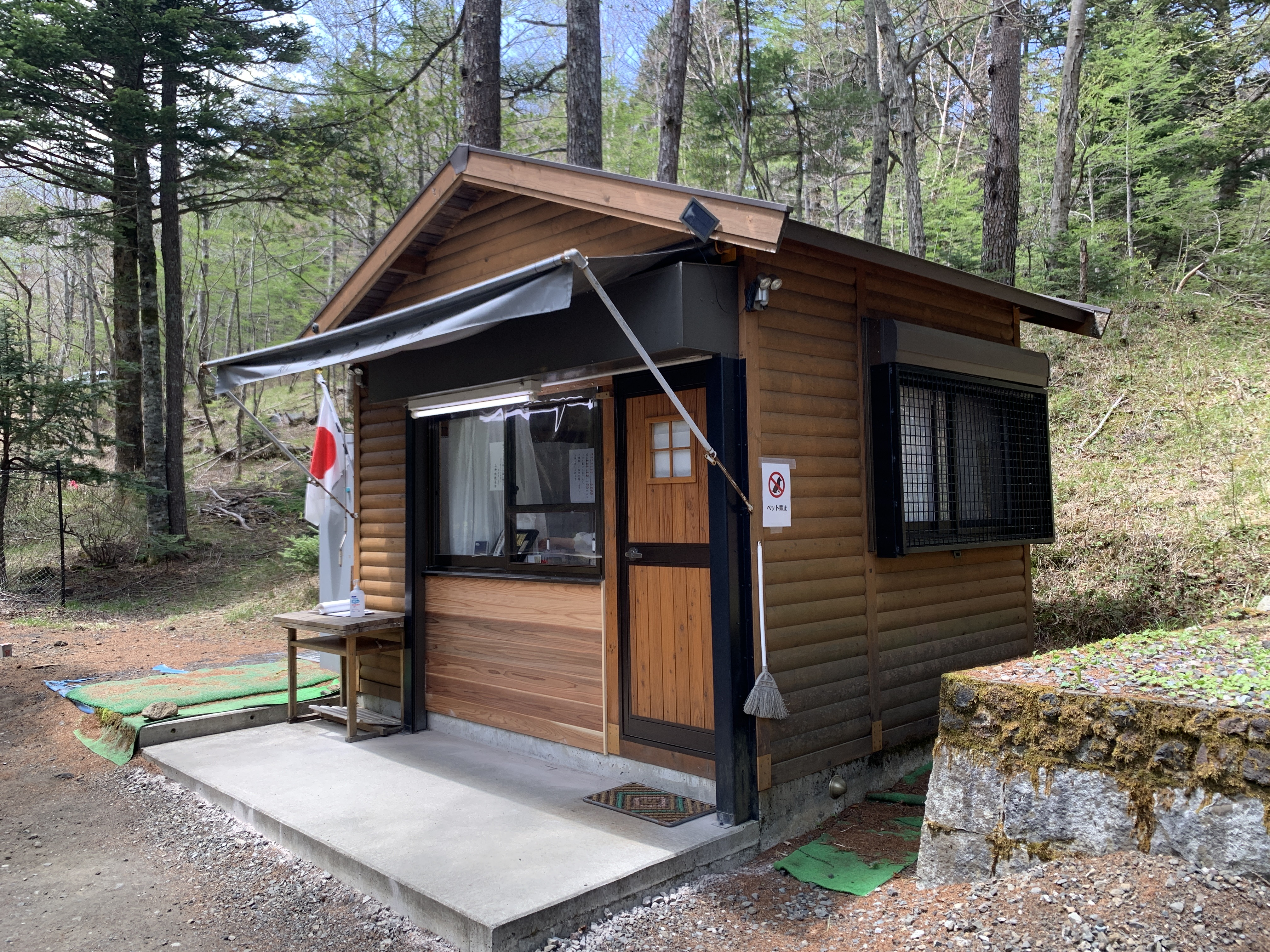
社務所

## 祭事
- 1月1日 - 歳旦祭
- 1月16日 - 正月祭宵祭り
- 1月17日 - 正月祭
- 10月16日 - (午前) 奥宮祭、(夕刻) 宵宮祭 (例大祭宵祭り)
- 10月17日 - 例大祭